# Secamonopsis madagascariensis
Secamonopsis madagascariensis là một loài thực vật có hoa trong họ La bố ma. Loài này được Jum. miêu tả khoa học đầu tiên năm 1908.